# بیرژان ژاکیپوف
بیرژان ژاکیپوف (انگلیسی: Birzhan Zhakypov؛ زادهٔ ۷ ژوئیهٔ ۱۹۸۴) بوکسور اهل قزاقستان است.